# Apparato digerente degli insetti
L'apparato digerente degli Insetti è l'insieme delle strutture anatomiche coinvolte nell'assimilazione del cibo. Deriva dalla modifica da una complicazione strutturale del tubo digerente primitivo, come adattamento specifico a regimi alimentari di varia natura.

## Aspetti generali
La struttura primaria dell'apparato digerente degli Insetti è riconducibile ad un canale che ne attraversa longitudinalmente il corpo, partendo dall'apertura boccale e terminando in quella anale. Si distingue in tre distinte sezioni: lo stomodeo o intestino anteriore, il mesentero o intestino medio, il proctodeo o intestino posteriore. Tale distinzione, oltre a fondarsi su una base istologica e funzionale, è anche di natura morfogenetica, in quanto il tratto anteriore e quello posteriore sono di origine ectodermica, mentre quello intermedio è di origine endodermica.
Il suo percorso, sostanzialmente rettilineo nella forma ancestrale, diventa più o meno tortuoso secondo la complessità anatomo-fisiologica della specie. Negli Insetti più primitivi mantiene ancora la fisionomia di un canale longitudinale che attraversa tutto il corpo, mentre particolari specializzazioni evolutive sono all'origine della presenza di diverticoli, convoluzioni, espansioni, interruzioni, deviazioni con funzione di by-pass.
In generale, come avviene nei Vertebrati, anche negli Insetti si osserva un aumento relativo della lunghezza quando si passa da un regime dietetico fitofago ad uno zoofago. Dall'apertura boccale, il canale digerente attraversa il cingolo parastomodeale (vedi Sistema nervoso centrale) e il foro occipitale, entra nel torace e prosegue nella cavità addominale fino alla sua estremità, in corrispondenza dell'apertura anale. Attraversa perciò le tre regioni morfologiche disponendosi sopra la catena gangliare ventrale e sotto il vaso dorsale.
La terminologia adottata per distinguere le differenti sezioni è spesso mutuata da quella dei Vertebrati, in funzione di analogie funzionali o di attinenze relative alla posizione nel corpo. Va però precisato che, fra Insetti e Vertebrati, sussistono differenze strutturali e fisiologiche tali da escludere ogni possibile omologia anatomica.

## Stomodeo
Lo stomodeo è adibito alle funzioni di ingestione e prima elaborazione dell'alimento, più che ad una vera e propria digestione, e, in alcuni Insetti, svolge anche una funzione di temporaneo immagazzinamento. Parte dall'apertura boccale e termina in corrispondenza della valvola cardiaca dove confluisce nel mesentero. Procedendo in senso cefalo-caudale, lo stomodeo si divide nelle seguenti sezioni: cavità orale, faringe, esofago, ventriglio.
La cavità orale è in continuità con l'apertura boccale e contiene un processo membranoso o in parte sclerificato, detto prefaringe o ipofaringe, impropriamente assimilato alla lingua dei Vertebrati. Negli Insetti ad apparato boccale masticatore, la prefaringe divide la cavità in due sezioni: quella ventrale, detta salivarium, rappresenta lo sbocco dei condotti delle ghiandole salivari; quella dorsale, detta cibarium, rappresenta il tratto iniziale vero e proprio del canale digerente. In altri insetti può avere una differente conformazione e partecipare addirittura all'assunzione degli alimenti.
Il cibarium prosegue nella faringe e questa nell'esofago. Durante questo passaggio il canale digerente passa sotto il ganglio sopraesofageo, attraversa il cingolo parastomodeale e il foro occipitale ed entra nel torace.
Nel suo tratto finale lo stomodeo mostra delle differenziazioni anatomiche che possono essere marcate in alcuni Insetti. Le strutture principali sono l'ingluvie, il ventriglio e la valvola cardiaca.
L'ingluvie è un diverticolo che in alcuni Insetti può raggiungere dimensioni tali da diventare un vero e proprio serbatoio fino ad occupare anche parte dell'addome. Le funzioni dell'ingluvie possono in questi casi assumere una specificità tale da giustificare l'attribuzione di particolari denominazioni: la più conosciuta è la borsa melaria delle Api, il serbatoio con cui le operaie trasportano il nettare all'alveare o il miele da un punto all'altro del favo; analoghe funzioni ha l'ingluvie in altri Insetti sociali, detta perciò stomaco sociale. Completamente differente è invece la funzione nelle Zanzare, dove acquisisce la denominazione di borsa del sangue. In altri Insetti, infine, acquisisce una funzione aerostatica riempiendosi d'aria e perdendo del tutto la sua funzione originaria.
Il ventriglio, o proventricolo, è un'espansione successiva che negli Insetti ad apparato boccale masticatore assume la funzione di uno stomaco masticatore. Il ventriglio degli Insetti assume perciò una funzione analoga a quella del ventriglio degli Uccelli: la cuticola interna ha un notevole spessore e si organizza in processi di varia forma allo scopo di triturare il bolo alimentare e miscelarlo al succo digestivo.
La valvola cardiaca è il punto di passaggio in corrispondenza del quale lo stomodeo si insinua nel lume del mesentero. La sua funzione è quella di regolare il passaggio del bolo nel mesentero introducendolo nella membrana peritrofica.

## Mesentero
Il mesentero si presenta generalmente come un tubo dal lume più ampio rispetto allo stomodeo, può essere conformato a sacco o con un andamento più o meno tortuoso o presentare diverticoli a fondo cieco. È la sede in cui si svolge la digestione vera e propria, con la demolizione enzimatica delle macromolecole e l'assorbimento dei principi nutritivi.
Le caratteristiche anatomo-istologiche più significative del mesentero sono la membrana peritrofica e la struttura dell'epitelio.
Il bolo alimentare è avvolto da una membrana (membrana peritrofica) prodotta dalle cellule epiteliali del mesentero. Questa membrana, composta da muco, chitina e proteine, forma una vescicola al cui interno si svolgono i processi enzimatici demolitivi. La membrana funge pertanto da filtro dializzante: permette il passaggio dei principi nutritivi ottenuti dalla digestione, ma impedisce che i succhi enzimatici entrino in contatto diretto con l'epitelio. La formazione della membrana peritrofica varia secondo gli insetti:
- è prodotta dalle cellule epiteliali della valvola cardiaca, indipendentemente dalla presenza o meno del bolo;
- è prodotta dalla desquamazione di tutto l'epitelio del mesentero e solo in presenza del bolo.

L'epitelio del mesentero è soggetto ad un intenso deterioramento che ne richiede la rigenerazione, spesso anche durante lo stadio adulto. Ogni cellula epiteliale svolge - in fasi diverse della sua vita - sia la funzione secernente sia quella assorbente, con aspetti differenti:
- La cellula giovane, ancora inattiva, ha una forma cubica o prismatica, è dislocata più all'interno dell'epitelio, sovrastata in altezza dalle cellule più vecchie. Le nuove cellule si formano in ammassi globosi, detti cripte, che sono immersi nella parte basale dell'epitelio o, addirittura, in diverticoli sporgenti dalla parete esterna del mesentero.
- La cellula adulta in fase secernente ha una forma cilindrica, più espansa nella parte distale e sporgente nel lume del mesentero; mostra un grosso nucleo nella parte distale e una striatura terminale, detta rabdorio, composta da una fitta serie di microvilli. In questa fase è attiva la secrezione dei succhi gastrici, emessi in forma di gocciole.
- La cellula adulta in fase assorbente ha una forma a calice, è meno sviluppata in altezza, rispetto alle cellule secernenti, e non presenta il rabdorio.

Nel suo insieme, l'epitelio del mesentero è soggetto ad una continua desquamazione e degenerazione delle cellule, che vengono reintegrate dalle nuove cellule formate nelle cripte.

## Proctodeo
Il proctodeo è la parte posteriore del tubo digerente ed è deputato primariamente al riassorbimento dell'acqua e all'eliminazione delle parti non digerite e dei cataboliti. In alcuni gruppi sistematici (ad esempio nella generalità dei Rincoti Diaspini), il mesentero è a fondo cieco e si ha pertanto un'interruzione della continuità del tubo digerente, con proctodeo e mesentero separati e collegati esclusivamente da fibre connettivali. Nella generalità degli Insetti, tuttavia, il canale digerente è ininterrotto; in tal caso, il proctodeo ha inizio dalla valvola pilorica e termina con l'ano.
La valvola pilorica è un restringimento, regolato da un sistema muscolare che agisce come uno sfintere, che segna il passaggio dal mesentero al proctodeo. Subito dopo la valvola pilorica, nel tratto iniziale del proctodeo confluiscono i tubi malpighiani, organi dell'apparato escretore. In questo livello si ha pertanto l'associazione del sistema digerente con quello escretore, che sfrutta anche il proctodeo come via di eliminazione dei cataboliti.
Procedendo in senso antero-posteriore, il proctodeo si suddivide in tratti, in generale distinti da modificazioni dell'ampiezza del lume. Questi tratti hanno denominazioni mutuate dall'apparato digerente dei Vertebrati, ma senza che ci siano analogie anatomiche o funzionali. Nell'ordine si distingue l'ileo, il colon, il retto. Fra ileo e colon si ha in genere un restringimento anulare, mentre il retto è individuato da un allargamento, talvolta di notevole entità (ampolla rettale), e un successivo restringimento in corrispondenza dell'ano. Il colon è in alcuni Insetti provvisto di un diverticolo cieco, denominato cieco del colon. Nel lume del retto sporgono cellule allungate, dette papille rettali, la cui funzione è incerta.

## Istologia
La natura istologica dello stomodeo e del proctodeo è ectodermica e questi tratto del tubo digerente si possono interpretare come invaginazioni del tegumento esterno. Il mesentero ha invece una probabile origine endodermica anche se non del tutto accertata.
Procedendo dall'interno verso l'esterno, la parete dello stomodeo è composta da uno strato cuticolare, detto intima, da un epitelio pluristratificato, assimilabile all'epidermide dell'esoscheletro, da una membrana basale, da una tunica muscolare formata da un fascio interno di muscoli longitudinali e uno esterno di muscoli circolari e, infine, una tunica peritoneale di tessuto connettivo.
La struttura istologica del mesentero differisce da quella dello stomodeo: procedendo dall'interno all'esterno, vi si trova la membrana peritrofica, un epitelio semplice, composto da cellule che hanno differente sviluppo e, quindi, con una superficie irregolare, una membrana basale, una tunica muscolare composta da un fascio interno di muscoli circolari e uno esterno di muscoli longitudinali e, infine, la tunica intestinale.
Il proctodeo ha una struttura istologica analoga a quella dello stomodeo. Dall'interno verso l'esterno la sua parete comprende l'intima, meno spessa di quella dello stomodeo, un epitelio unistratificato, formato da cellule più grandi di quelle dello stomodeo, una tunica muscolare, composta da due fasci di muscoli circolari e un interposto fascio di muscoli longitudinali, e, infine, la tunica intestinale. Le principali differenze istologiche, fra stomodeo e proctodeo, consistono nell'intima, meno spessa e più porosa nel proctodeo, e nella tunica muscolare, formata da tre strati di fibre nel proctodeo.

## Camera filtrante
La camera filtrante è una profonda modificazione anatomico-fisiologica dell'apparato digerente della generalità dei Rincoti Omotteri produttori di melata, escremento liquido ad alto tenore zuccherino.
Questi fitomizi hanno una dieta liquida in cui la concentrazione delle sostanze azotate è piuttosto bassa, in rapporto a quella degli zuccheri, perciò devono succhiare abbondanti quantità di linfa per soddisfare il loro fabbisogno proteico. Per evitare un'eccessiva diluizione dei succhi digestivi del mesentero, questi insetti sono dotati di un organo dializzatore, la camera filtrante, associato allo stomodeo.
La camera filtrante funziona separando una parte consistente del liquido e degli zuccheri dalle macromolecole lipidiche e proteiche. La prima fase viene dirottata nel proctodeo, mentre le macromolecole seguiranno il percorso normale, entrando nel mesentero.

## Fisiologia dell'apparato digerente
La notevole varietà dei regimi dietetici, in molti casi estremamente specializzati, è all'origine di una notevole eterogeneità della fisiologia dell'apparato digerente. Se a livello biochimico l'assimilazione delle sostanze nutritive ha un'analogia di fondo fra tutti gli organismi animali, la differenziazione sotto l'aspetto etologico, dietetico, morfoanatomico e fisiologico si traduce in una differenziazione sia della dinamica dei processi digestivi sia della loro localizzazione.
La fisiologia dell'apparato digerente, complicata dall'integrazione con altri processi fisiologici, si realizza in due fasi fondamentali: la digestione propriamente detta e l'assorbimento. La prima consiste nella demolizione delle molecole organiche che formano le sostanze nutritive (lipidi, proteine, disaccaridi, amido, cellulosa, ecc.). La seconda consiste nell'assimilazione, da parte di epiteli assorbenti, con l'immissione nella circolazione sanguigna dei prodotti della digestione (zuccheri semplici, amminoacidi, acidi organici, sali minerali, ecc.).

### Digestione
In analogia con i processi digestivi di altri animali, anche negli Insetti si distingue una digestione enzimatica e una microbica: la prima utilizza enzimi litici prodotti dallo stesso insetto, la seconda utilizza invece enzimi litici prodotti da microrganismi simbionti (Batteri, Funghi, Protozoi); in quest'ultimo caso l'insetto utilizza i prodotti di scarto dei microrganismi o, più semplicemente, si nutre a spese dei microrganismi stessi.
La digestione enzimatica dipende fondamentalmente dalla dieta dell'insetto e da caratteristiche morfologiche, anatomiche ed etologiche intrinseche alla specie. In particolare, la dotazione di enzimi è strettamente associata alla specificità della dieta:
- nelle specie onnivore, l'apparato digerente dispone della generalità di enzimi litici in grado di digerire la maggior parte dei principi nutritivi: proteasi, lipasi, saccarasi, amilasi, ecc.;
- nelle specie fitofaghe, dispone in particolare di una vasta gamma di enzimi che digeriscono i glucidi (saccarasi, amilasi, invertasi, maltasi, ecc.);
- nelle specie zoofaghe, dispone in particolare di enzimi che digeriscono i lipidi e le proteine (lipasi e proteasi).

La localizzazione della digestione enzimatica è alquanto eterogenea: in generale la digestione si svolge nel mesentero, ma alcuni processi possono iniziare già nello stomodeo, ad opera di enzimi prodotti dalle ghiandole salivari oppure nell'emolinfa. In alcuni insetti ha luogo nel proctodeo e si ritiene che i prodotti della digestione ritornino nel mesentero per poter essere assorbite.
L'elemento differenziale di maggiore rilievo è tuttavia la digestione extracorporea, che si attua prima dell'assunzione dell'alimento mediante l'introduzione di succhi digestivi nel vegetale o nell'animale attaccato. Questo comportamento riguarda in particolare i fitomizi dell'ordine dei Rincoti e alcuni artropofagi che hanno un apparato boccale adatto a succhiare l'alimento in forma liquida:
- I fitomizi iniettano con il loro apparato boccale pungente-succhiante una saliva contenente enzimi litici che alterano i componenti della linfa o provocano alterazioni istologiche dei tessuti vegetali (neoplasie, galle, arricciamenti, ecc.).
- Alcuni predatori o parassitoidi iniettano nel corpo della vittima enzimi litici che trasformano i tessuti in una massa fluida che viene aspirata con l'apparato boccale (es. Rincoti Eterotteri predatori e larve di Imenotteri parassitoidi). In alcuni casi l'apparato boccale è di tipo masticatore modificato, con mandibole e/o mascelle adattate a perforare, iniettare e succhiare e apertura boccale chiusa (Coleotteri Ditiscidi e larve di Neurotteri Planipenni[10]).

La digestione microbica interessa invece gli insetti fitofagi in senso lato e gli insetti xilofagi. In questi casi la dieta è ricca di componenti nutritivi che la digestione enzimatica, da sola, non è in grado di attaccare (cellulosa, lignina) oppure ha una composizione squilibrata, povera in alcuni principi nutritivi. In quest'ultimo caso la digestione microbica ha lo scopo biologico di riequilibrare la composizione chimico-nutritiva di una dieta a basso valore nutritivo, in modo analogo a quanto avviene nei Mammiferi erbivori.

### Assorbimento
L'assorbimento ha luogo principalmente nel mesentero, ad opera delle cellule epiteliali caliciformi. Una parte dell'assorbimento si svolge anche nel proctodeo, ma in questo caso sono coinvolti per lo più l'acqua e i sali minerali immessi dall'attività dei tubi malpighiani.

### Simbiosi
Di fondamentale importanza, per diversi gruppi sistematici, è il rapporto simbiontico con microrganismi, attraverso il quale si svolge la digestione microbica. Le simbiosi mutualistiche, ai fini trofici, possono essere di due tipi: esterne ed interne.
Le simbiosi esterne o ectosimbiosi, interessano più gli aspetti relazionali ed etologici che quelli strettamente fisiologici. Coinvolgono per lo più alcuni gruppi di Insetti xilofagi (Coleotteri Scolitidi), ma esempi di simbiosi possono interessare anche specie fitofaghe o onnivore (es. il formicide Atta sexdens e il Cecidomide Prolasioptera berlesiana). In generale, queste specie, diffondono i simbionti, rientranti nel regno dei Funghi, su substrati vegetali o sulle pareti delle gallerie per nutrirsi a spese del fungo simbionte.
Le simbiosi interne o endosimbiosi, contemplano invece un vero e proprio rapporto anatomico e fisiologico fra l'insetto e i microrganismi ospitati. Il ruolo dei microrganismi cambia secondo le diete:
- fornire adeguati integratori nutrizionali in diete altamente specifiche (Insetti fitomizi e insetti ematofagi): sia la linfa dei vegetali sia il sangue dei Vertebrati hanno una composizione chimico-nutrizionale altamente squilibrata, perciò i microrganismi simbionti garantiscono all'ospite il rifornimento di principi nutrizionali sintetizzati dai processi metabolici microbici;
- fornire adeguati integratori nutrizionali e soddisfare i fabbisogni energetici in diete essenzialmente xilofaghe. Gli insetti xilofagi utilizzano un substrato alimentare ad alto tenore di lignina e cellulosa, non interessati dalla digestione enzimatica. In questo caso la simbiosi coinvolge la generalità degli insetti xilofagi (facenti per lo più capo agli ordini degli Isotteri, dei Lepidotteri e dei Coleotteri).

Il rapporto anatomico fra l'insetto e i simbionti si manifesta per lo più sotto due forme: come micetociti, cellule isolate, parassitizzate dal simbionte, o come micetomi, corpi di varie dimensioni, talora anche rilevanti, formati da aggregati di micetociti. I micetociti sono in genere trasmessi alla discendenza dalla madre attraverso le uova, ma non mancano altri metodi di trasmissione che si basano fondamentalmente sull'assunzione dei micetociti per via orale da parte dei nuovi nati. In questi casi i micetociti sono deposti dalla madre all'atto dell'ovideposizione oppure trasmessi nell'ambito degli scambi che regolano i rapporti fra gli Insetti sociali.